# Izkî, Boureni
Izkî (în ucraineană Ізки) este o comună în raionul Boureni, regiunea Transcarpatia, Ucraina, formată numai din satul de reședință.

## Demografie
Componența lingvistică a comunei Izkî
     Ucraineană (99,38%)
     Alte limbi (0,49%)
Conform recensământului din 2001, majoritatea populației comunei Izkî era vorbitoare de ucraineană (99,38%), existând în minoritate și vorbitori de alte limbi.